# Tunis Stock Exchange
La Tunis Stock Exchange o Borsa di Tunisi (BVMT) è la principale borsa valori della  Tunisia, situata nella capitale Tunisi; è stata fondata nel 1969; nel 2015, dopo un posto vacante di cinque mesi come direttore generale, Bilel Sahnoun è stato nominato direttore della Borsa, e ha sostituito Mohamed Bichiou.
Nel 2016, l’indice di riferimento della Borsa tunisina, Tunindex, ha registrato un aumento dell’8,86%, durante l’esercizio finanziario 2017 con una crescita del 14,45%.
Nell'aprile 2018, la BVMT ha annunciato di aver firmato un accordo di partenariato con il Ministero della Giustizia, con l'obiettivo di quest'ultimo di rafforzare le competenze dei dirigenti del Ministero nel campo del mercato finanziario.
Nell'ottobre 2019, dopo aver valutato la crescita della Borsa di Tunisi, la Federazione mondiale delle borse ha annunciato che la Borsa di Tunisi è diventata un membro del gruppo. Questa adesione le consente di aumentare la visibilità tra gli investitori stranieri e le società ivi quotate.